# Arthur Morin
Arthur Jules Morin (19 de octubre de 1795 – 7 de febrero de 1880) fue un militar y físico francés, autor de numerosos trabajos de mecánica experimental e inventor de un aparato de estudio de la caída de los cuerpos.

## Biografía
Fue alumno del liceo Louis-el-Grande, desde donde pasó a la École Polytechnique. Trabajó como profesor en la Escuela de aplicación de Metz,  y en 1839, del Conservatorio Imperial de Artes y Oficios, que dirigió a partir de 1849. Fue elegido miembro de la Academia de Ciencias en 1843, ocupando el escaño dejado a su muerte por Gaspard-Gustave Coriolis.
Morin fue un especialista de la ingeniería mecánica, que trabajó sobre el rendimiento de las máquinas. Procedió a medidas extensivas sobre el rozamiento y sobre la eficacia de los motores hidráulicos, en particular de las ruedas de paletas y de las turbinas. Ideó un aparato para el estudio de la caída de los cuerpos, llamado «máquina de Morin».
El «dinamómetro Morin» también se debe a su inventiva.
No es raro encontrar los valores dados por las experiencias del «comandante Morin» en prontuarios de ingeniería hasta bien entrado el siglo XX.

## Principales publicaciones
- Nouvelles expériences sur le frottement faites à Metz en 1831 (1832, impr. Bachelier)
- Expériences sur les roues hydrauliques à aubes planes et sur les roues hydrauliques à augets (1836)
- Aide-mémoire de mécanique pratique à l'usage des officiers d'artillerie et des ingénieurs civils et militaires (1838)
- Description des appareils chronométriques à style, propres à la représentation graphique et à la détermination des lois du mouvement, et des appareils dynamométriques, propres à mesurer l'effort ou le travail développé par les moteurs animés ou inanimés et par les organes de transmission du mouvement dans les machines (1838)
- Leçons de mécanique pratique à l'usage des auditeurs des cours du Conservatoire des arts et métiers (5 volumes, 1846-1853)
- Notions géométriques sur les mouvements (1851)
- Conservatoire des arts et métiers. Catalogue des collections, publié par ordre de M. le ministre de l'Agriculture et du commerce (1851)
- Résistance des matériaux (2 volumes, 1863)
- Des machines et appareils destinés à l'élévation des eaux (1863)
- Salubrité des habitations. Manuel pratique du chauffage et de la ventilation (1868)
- Rapport sur la création d'une faculté des sciences à Metz (1838)

## Reconocimientos
- Gran oficial de la Legión de Honor.[1]
- Es uno de los 72 científicos e ingenieros cuyo nombre figura inscrito en la Torre Eiffel.
- Tiene dedicada una plaza en el 3.º Distrito de París, entre las calles Vaucanson y Réaumur.